# 아오이 쇼타
아오이 쇼타(蒼井翔太, 1987년 8월 11일 ~ )는 일본의 남자 성우, 가수이다. S 소속.
후쿠이현 출신. 전 예명은 SHOWTA., 류가키 노보루(柳ヶ木 昇) 본명은 "야나가와 쇼타"(柳川翔太)이다.

## 작품
- 우타프리-미카제 아이
- 너와 나-마츠시타 류노스케
- 다이아몬드 에이스-토죠 히데아키
- 이남자,석화에 고민하고있습니다-타마리 아유무
- 첫사랑 몬스터-렌렌
- 츠키우타-미나즈키 루이
- 킹 오브 프리즘-키사라기 루이
- 킹 오브 프리즘 -드라마틱 프리즘.1--키사라기 루이
- 킹 오브 프리즘 -유어 엔드리스 콜- 모두 빛나라! 프리즘 투어즈-키사라기 루이
- 프린스 오브 스트라이드-나츠나기 토우야
- 마지큥 르네상스-츠쿠시 모네
- marginal#4-신도 츠바사
- 싸움반장(대장)소녀-콘바루 타카유키
- 왕실교사 하이네-리히트 폰 그라츠라이히
- 극장판 여성향 게임의 파멸 플래그밖에 없는 악역 영애로 환생해버렸다...-디올드 스티아트